# Anfiteatro campano
(Luigi Settembrini, 1830)
L'Anfiteatro campano o Anfiteatro capuano è un anfiteatro di epoca romana sito nella città di Santa Maria Capua Vetere - coincidente con l'antica Capua - secondo per dimensioni soltanto al Colosseo di Roma. Si trova all'interno della superficie comunale di Santa Maria Capua Vetere, di fronte a Piazza Adriano, in passato piazza 1º ottobre 1860. Parte consistente delle sue pietre fu utilizzata dai capuani in epoca normanna per erigere il Castello delle Pietre della città di Capua; alcuni dei suoi busti ornamentali, utilizzati in passato come chiavi di volta per le arcate del teatro, furono posti sulla facciata del Palazzo del comune di Capua.
Dal dicembre 2014 il Ministero per i beni e le attività culturali lo gestisce tramite il Polo museale della Campania, nel dicembre 2019 divenuto Direzione regionale Musei. Nel 2016 il circuito museale comprendente oltre all'anfiteatro anche antiquarium, Mitreo e Museo ha fatto registrare 41 429 visitatori.

## Storia
L'Anfiteatro campano sostituì l'antica arena (130-90 a.C.) del periodo repubblicano presso la quale era la scuola gladiatoria da cui partì la rivolta di Spartaco nel 73 a.C. Fu riedificato sotto l'imperatore Adriano ed inaugurato al tempo di Antonino Pio, secondo l'epigrafe mutila rinvenuta di fronte alla sua porta meridionale durante gli scavi del settembre 1726.
L'epigrafe, inizialmente esposta sotto l'arco della Chiesa di Sant'Eligio a Capua, è oggi conservata presso il Museo campano di Capua. Essa reca la seguente iscrizione, integrata dall'archeologo Alessio Simmaco Mazzocchi:

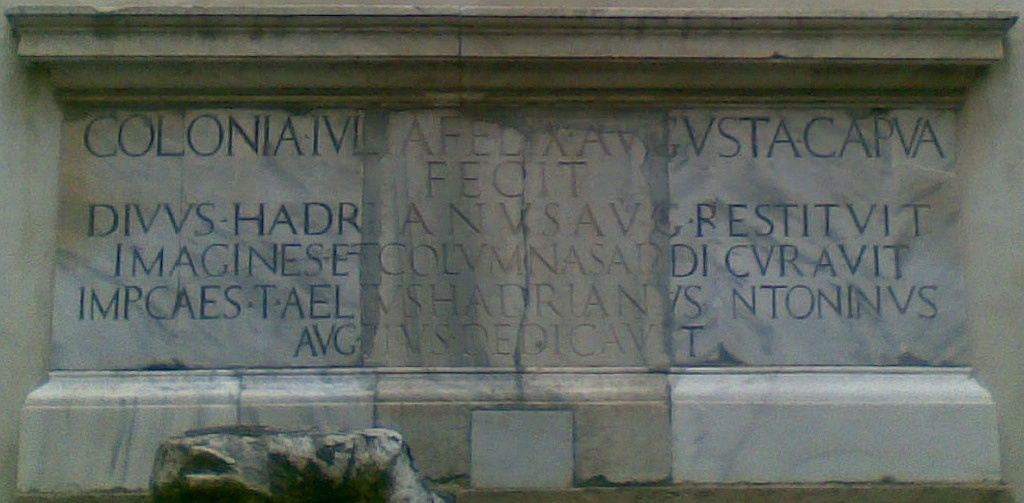
L'epigrafe Colonia Iulia Felix

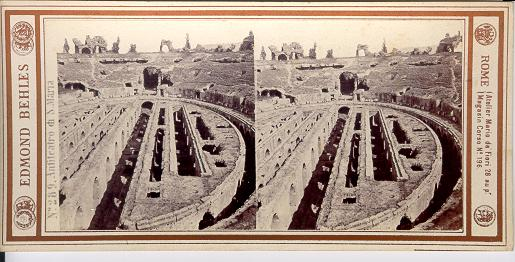
L'arena dell'anfiteatro a inizio Novecento, in una foto parallel 3-D

## La decadenza dell'anfiteatro
Dopo la caduta dell'Impero romano d'Occidente, l'anfiteatro fu danneggiato dai Vandali di Genserico e, durante la guerra di successione del Ducato di Benevento dell'841, dai Saraceni, insieme alla città. Servì come fortezza per i principi longobardi di Capua, epoca in cui, insieme al luogo circostante, prese il nome di Berelais. A partire dalla fine del IX secolo, fu ampiamente depredato dagli stessi capuani successivamente al trasferimento della Civitas Capuana dal sito d'epoca romana (Capua antica) a Casilinum, l'attuale Capua, in particolare per la creazione del Castello di età longobarda. Fu utilizzato come cava di marmo e di materiali anche per la costruzione del duomo, del suo campanile e di molti palazzi della Capua attuale.
L'opera di depredazione fu veramente feroce: si spezzarono i grandi massi per asportare il bronzo e il piombo che li univa e si usarono le pietre più piccole per pavimentare la strada.

## La struttura architettonica

L'anfiteatro nella città antica.

La struttura poteva ospitare fino a 60000 spettatori ed era, come per tutti gli anfiteatri, a pianta ellittica. Per le dimensioni, contendeva al Colosseo il primato di anfiteatro più grande del mondo romano: l'Anfiteatro campano condivide infatti diverse soluzioni architettoniche con l'Anfiteatro Flavio di Roma, tanto da far supporre che siano stati utilizzati come modelli l'uno per l'altro.
All'esterno l'asse maggiore misurava 170 metri mentre l'asse minore era di 139 metri. La struttura esterna disponeva di 4 piani, in ordine tuscanico, per un'altezza complessiva di 46 metri. I tre piani inferiori erano costituiti da 80 arcate ciascuno, in travertino, e le chiavi d'arco erano ornate con busti di divinità: sette di questi sono visibili nella facciata del Palazzo del comune di Capua, altri sono esposti nel museo della città.
Alcuni altri suoi resti sono visibili nell'adiacente Museo dei gladiatori, nel Museo archeologico dell'antica Capua, sempre a Santa Maria Capua Vetere, nel Museo Campano della città di Capua ed al museo archeologico nazionale di Napoli, come la Venere di Capua, rinvenuta proprio nell'area in cui insiste l'anfiteatro.

## Trasporti
L'Anfiteatro è servito dalla stazione di Anfiteatro, posta sulla ferrovia Piedimonte Matese-Santa Maria Capua Vetere (Alifana alta) e gestita dall'Ente Autonomo Volturno.

## Galleria d'immagini

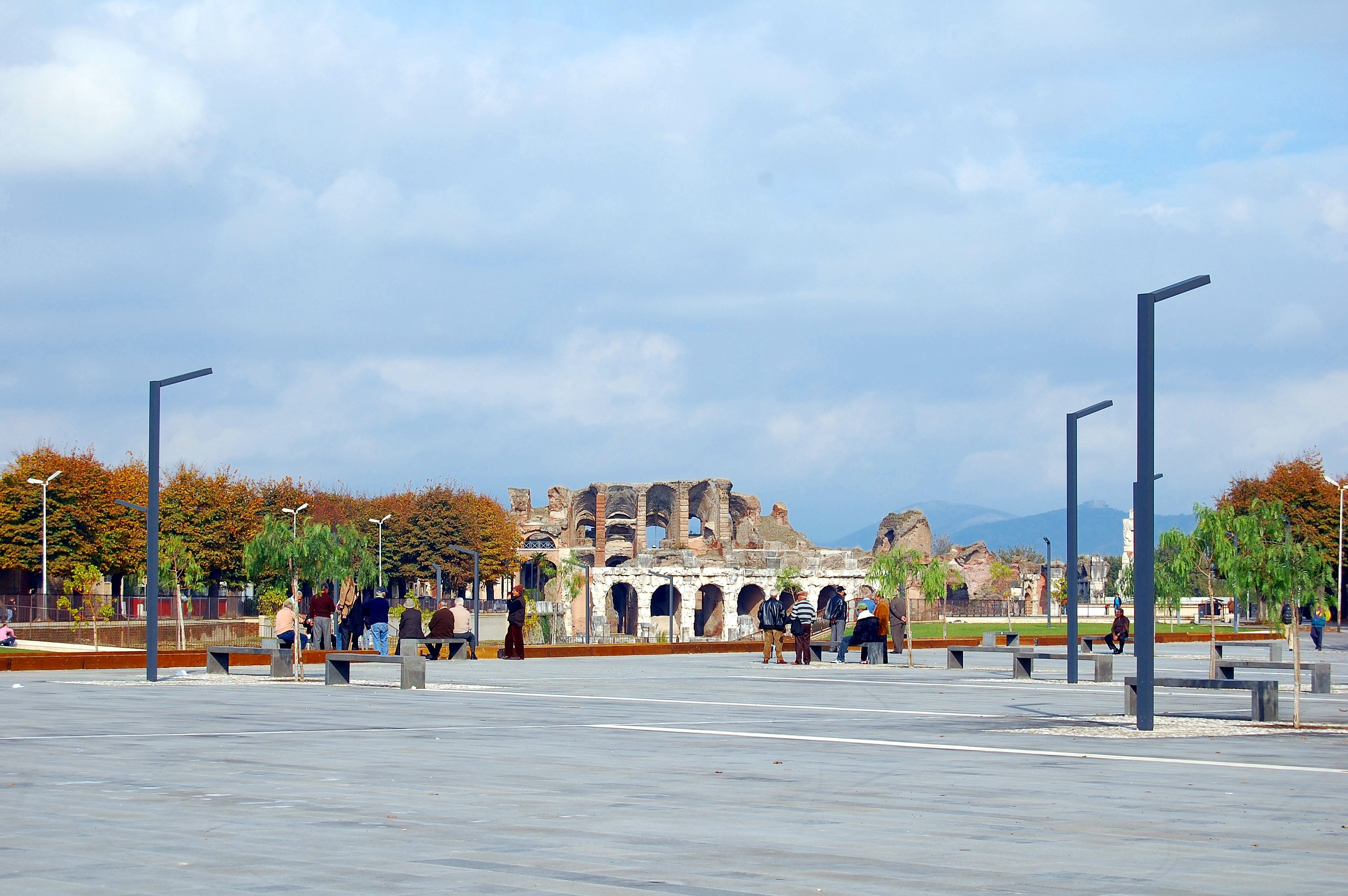
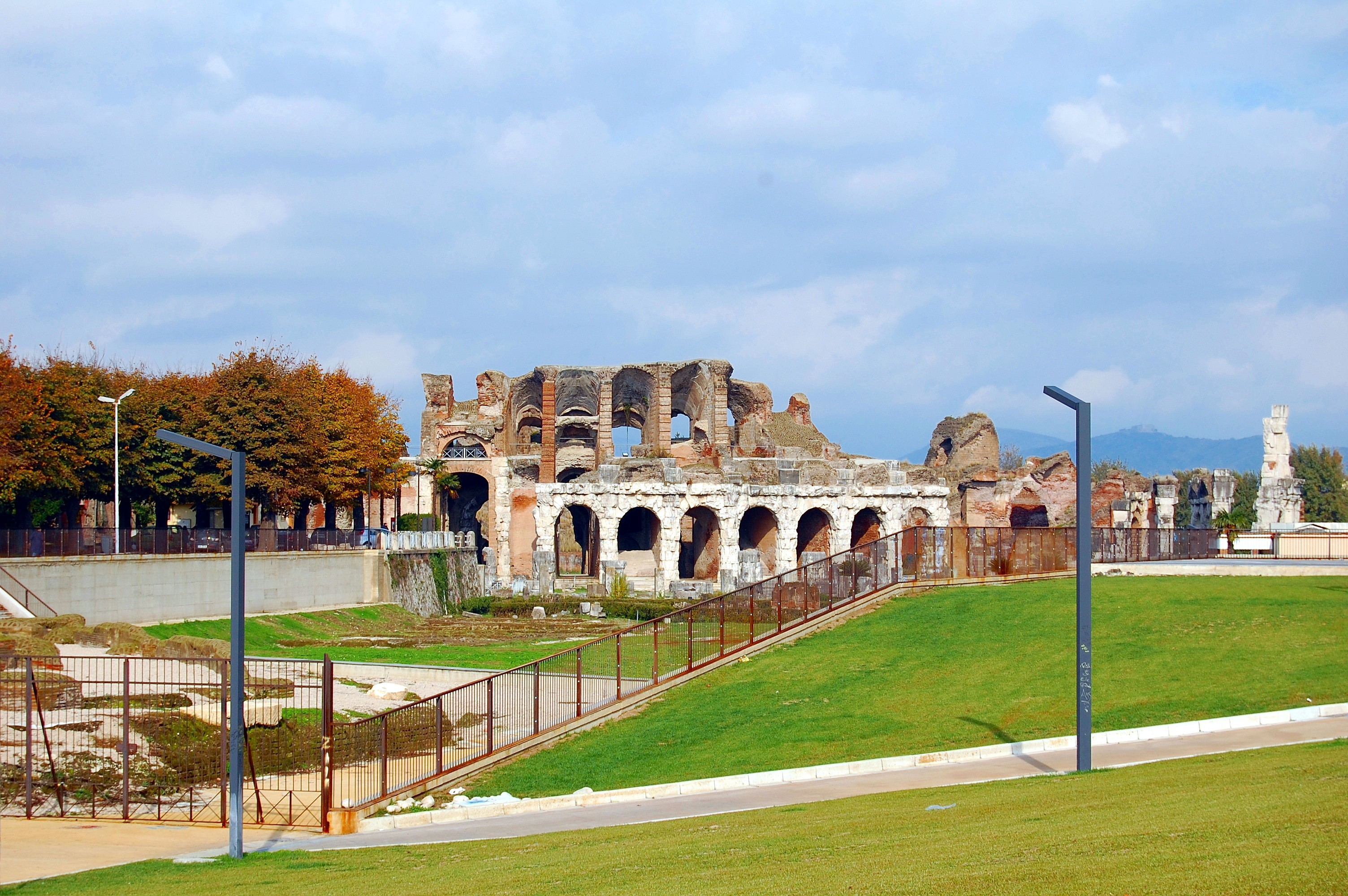
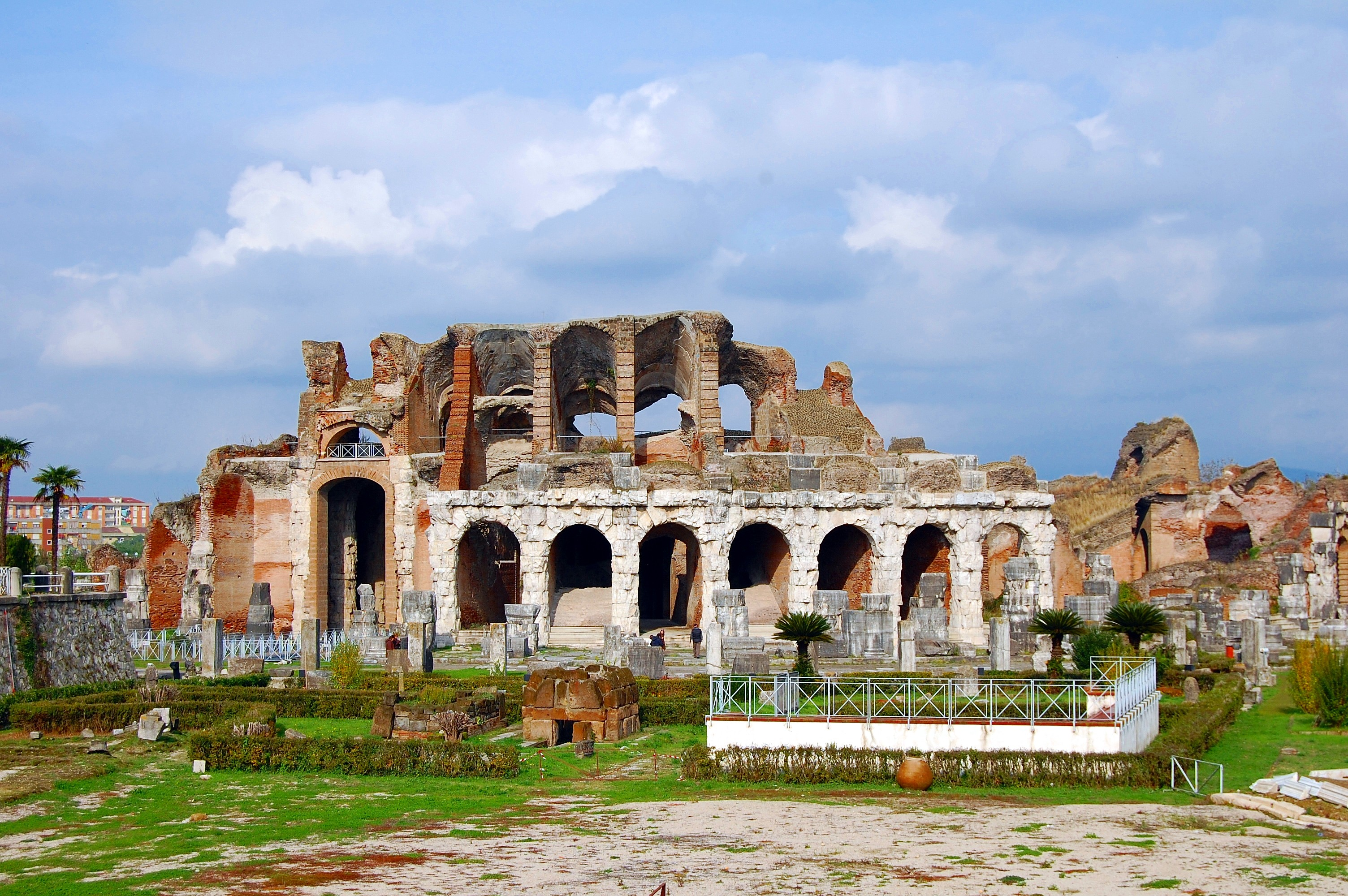
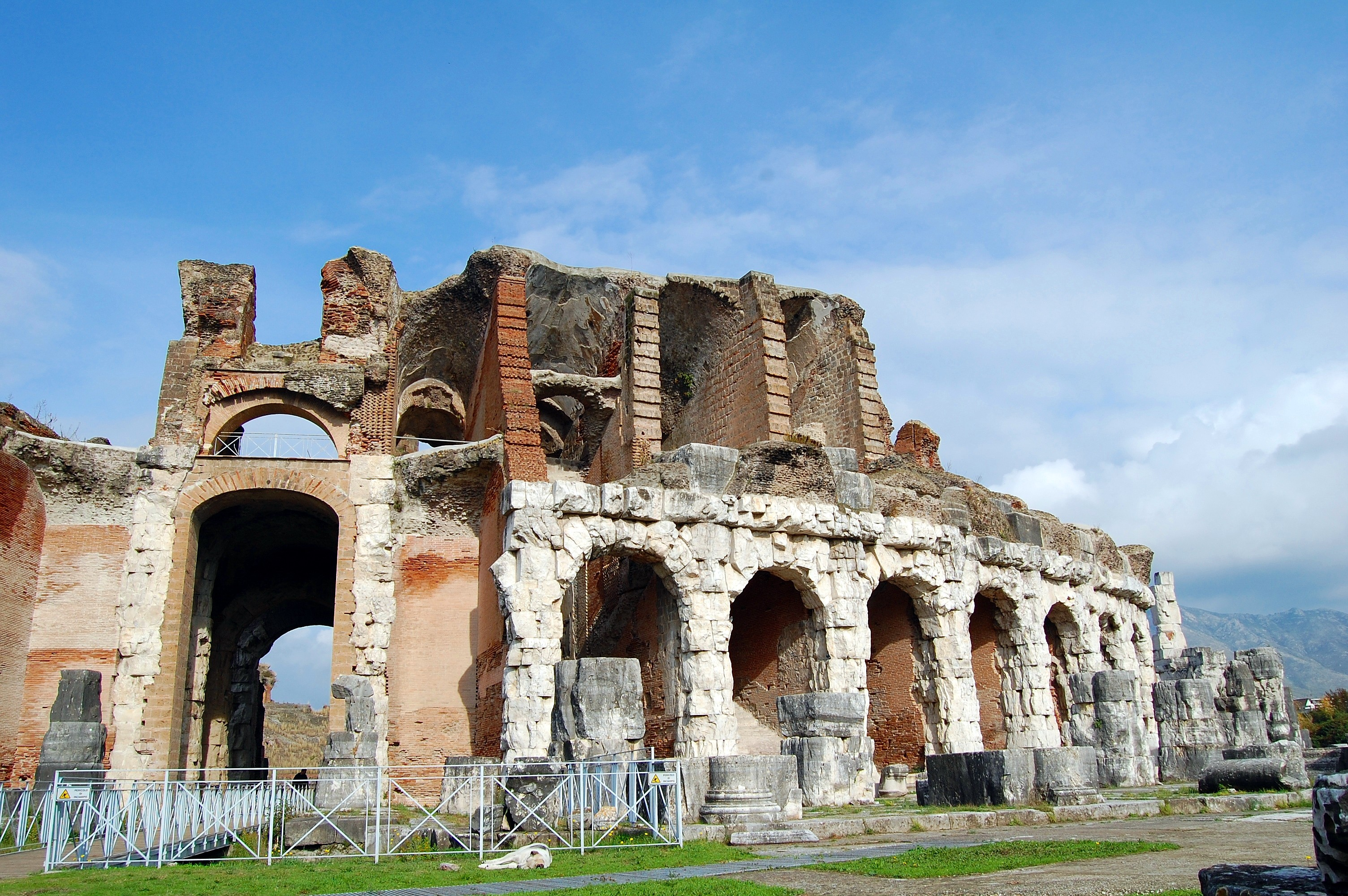
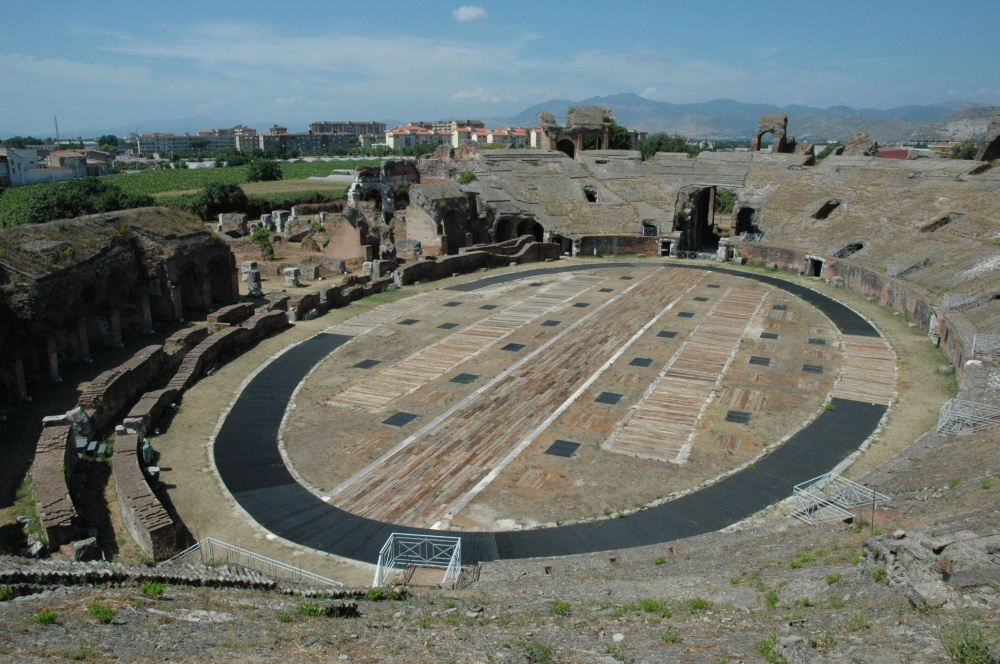
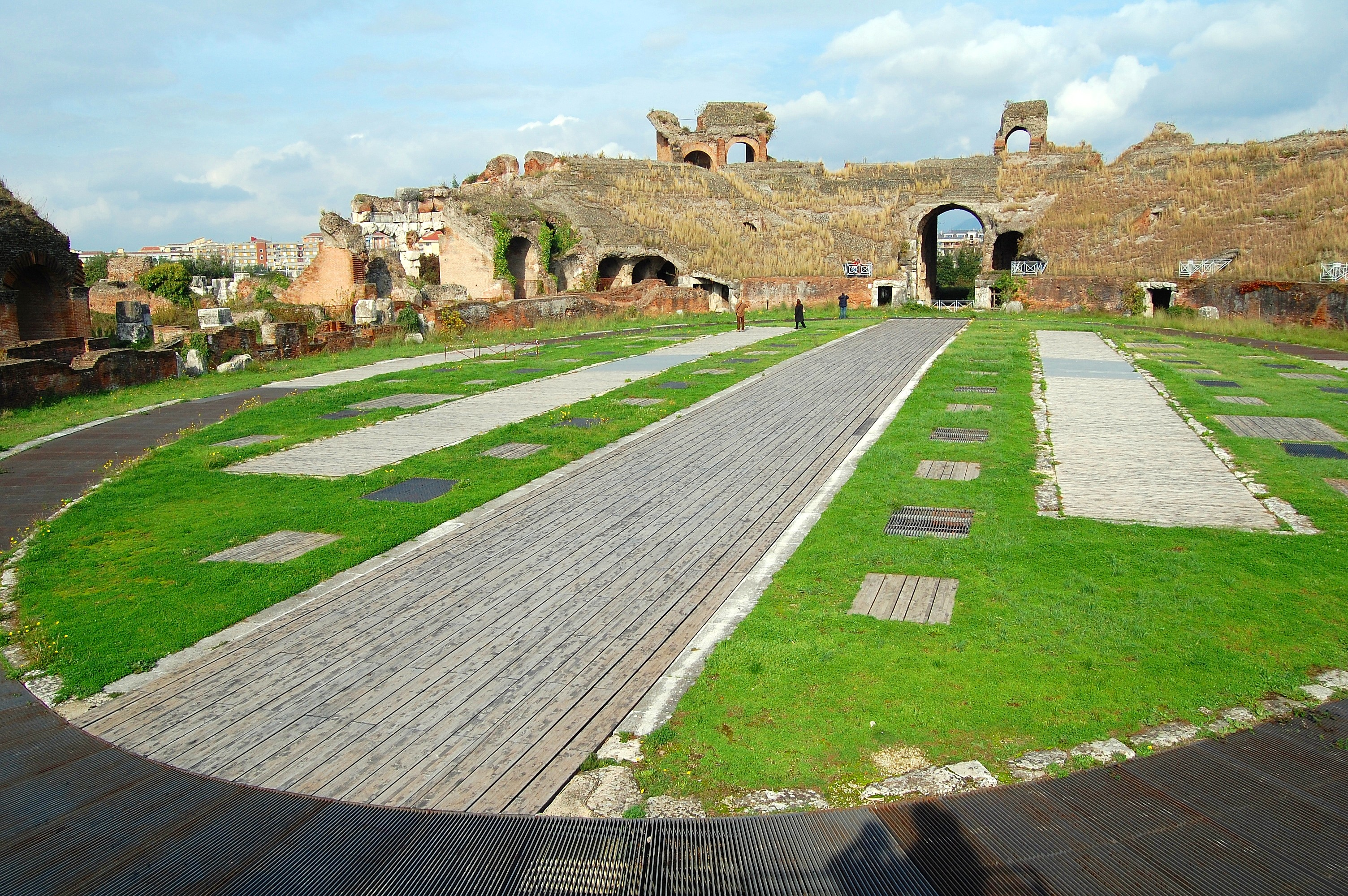
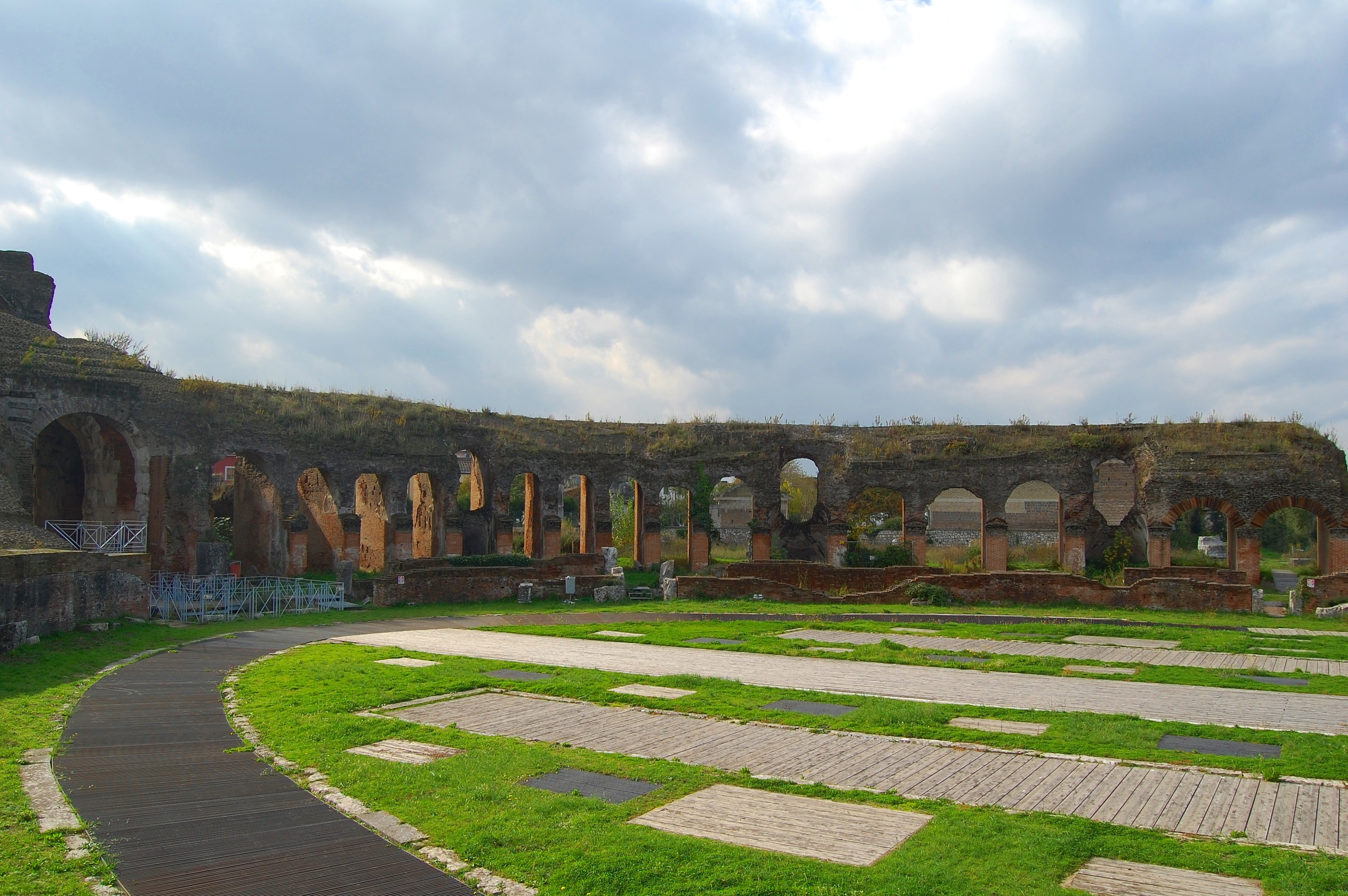
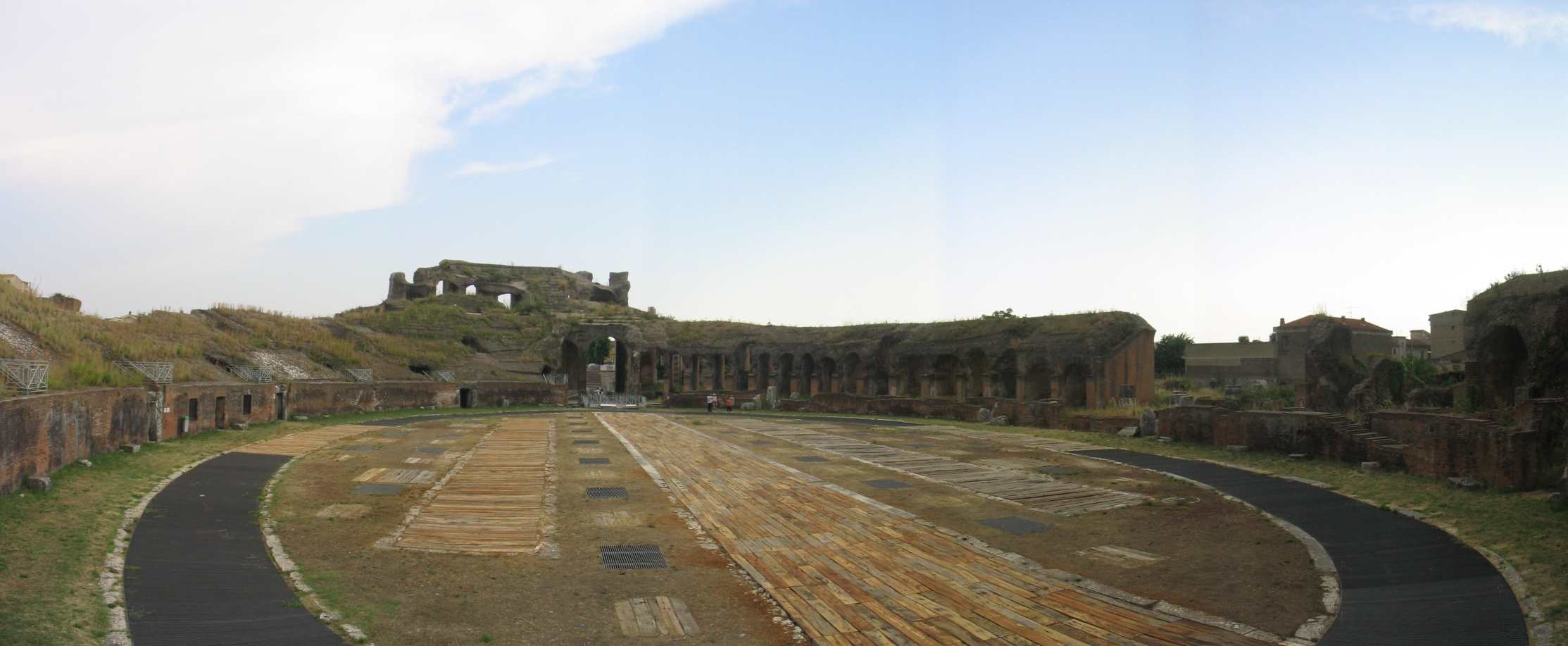
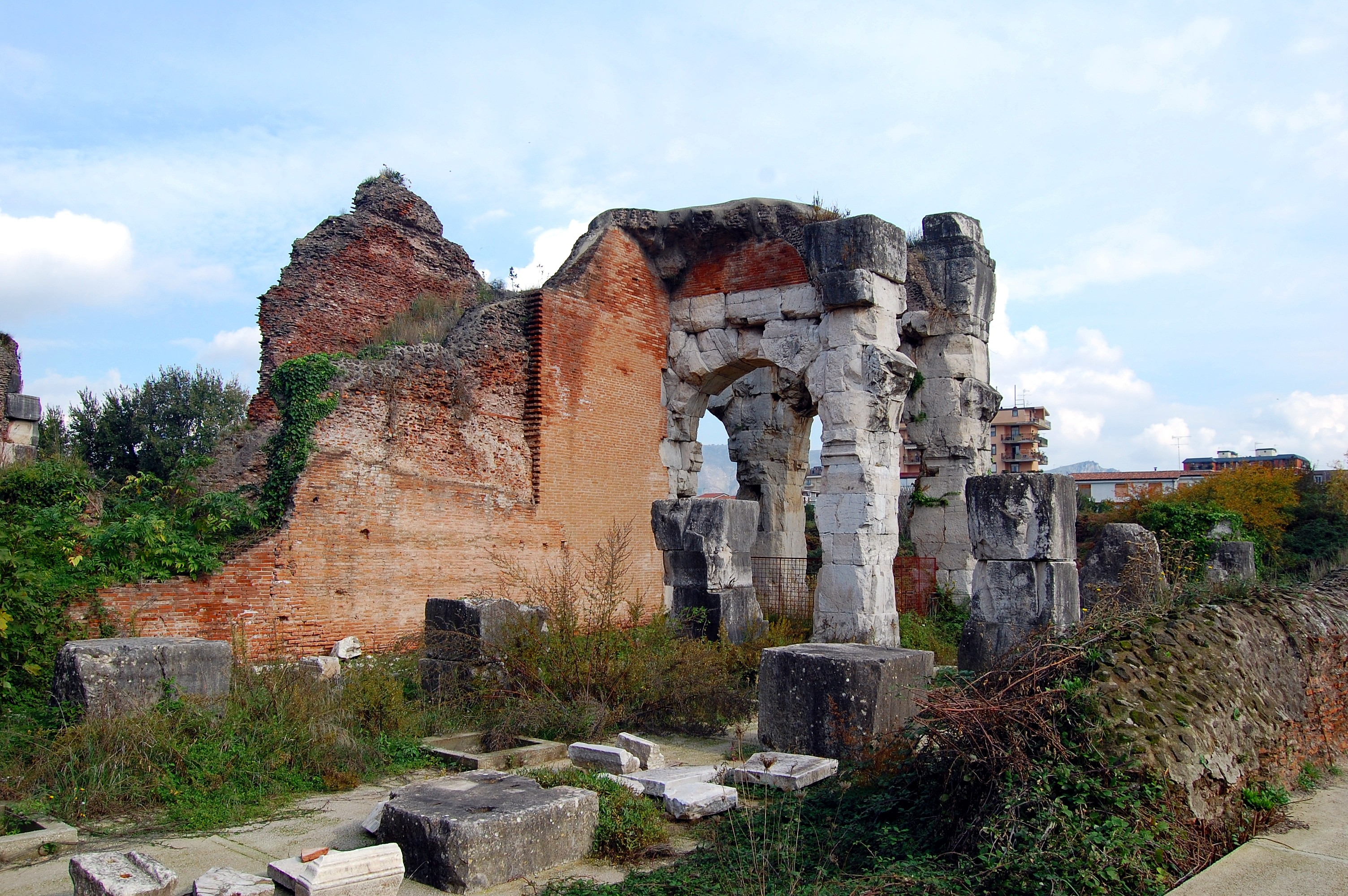
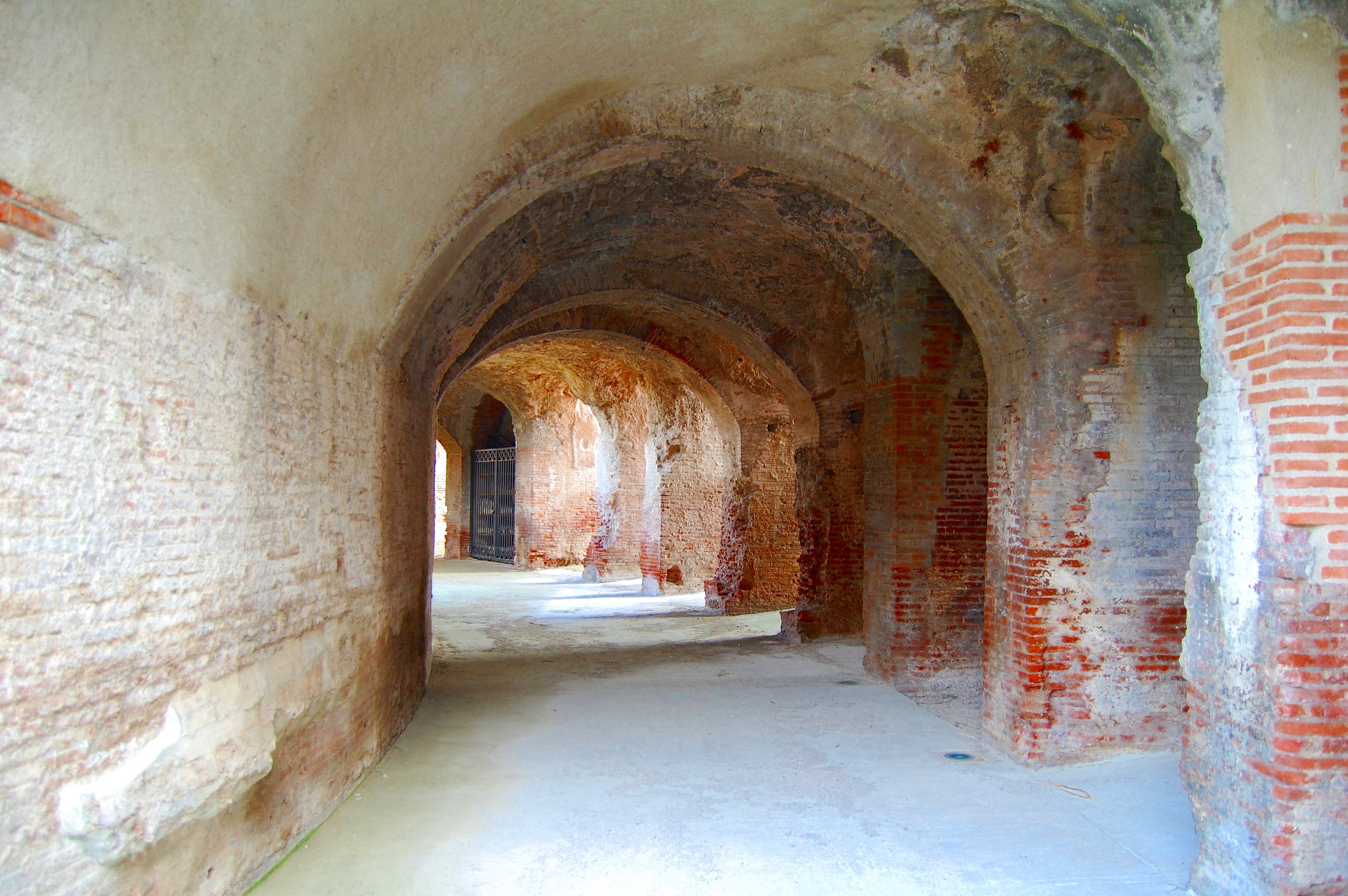
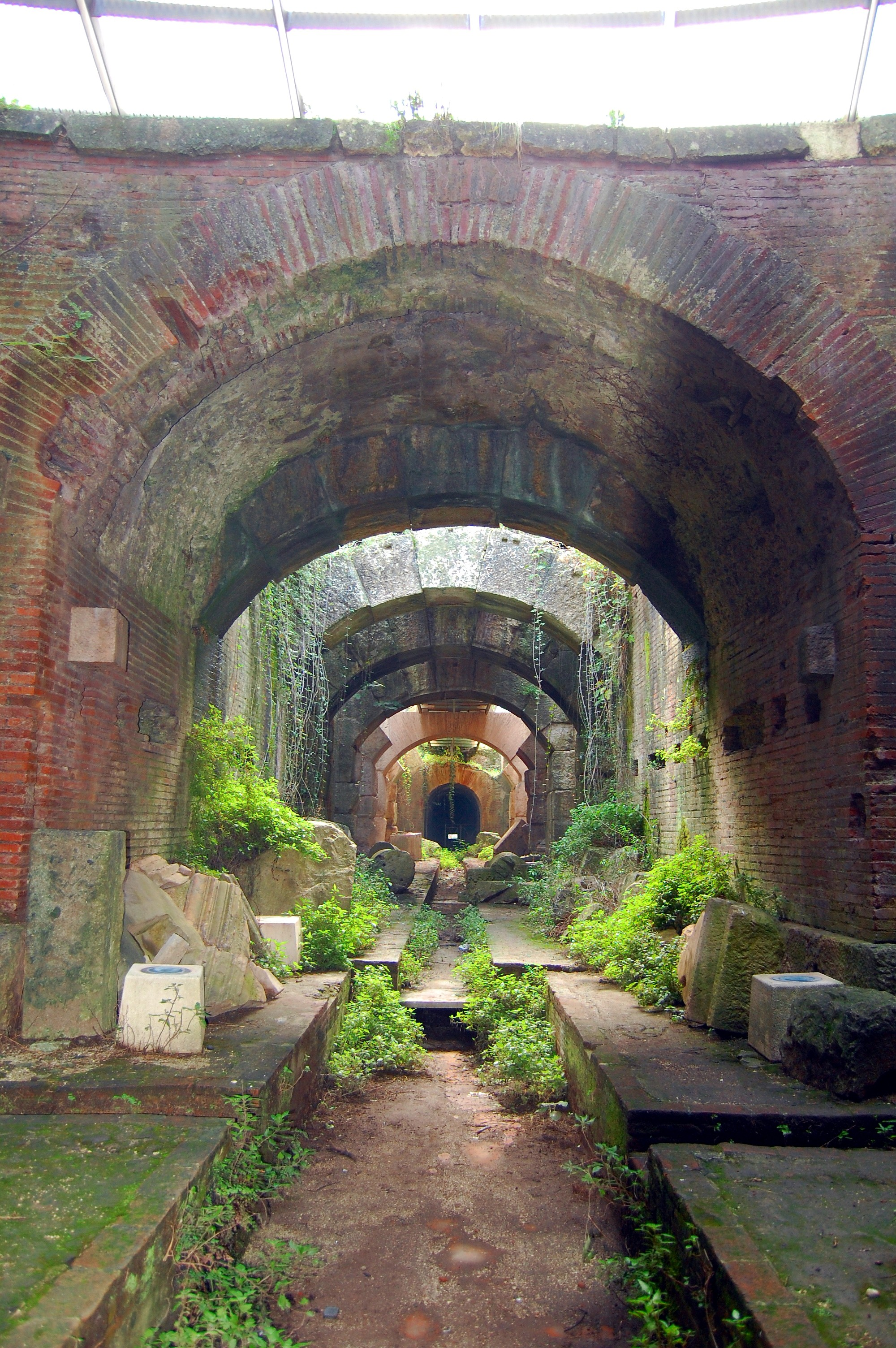
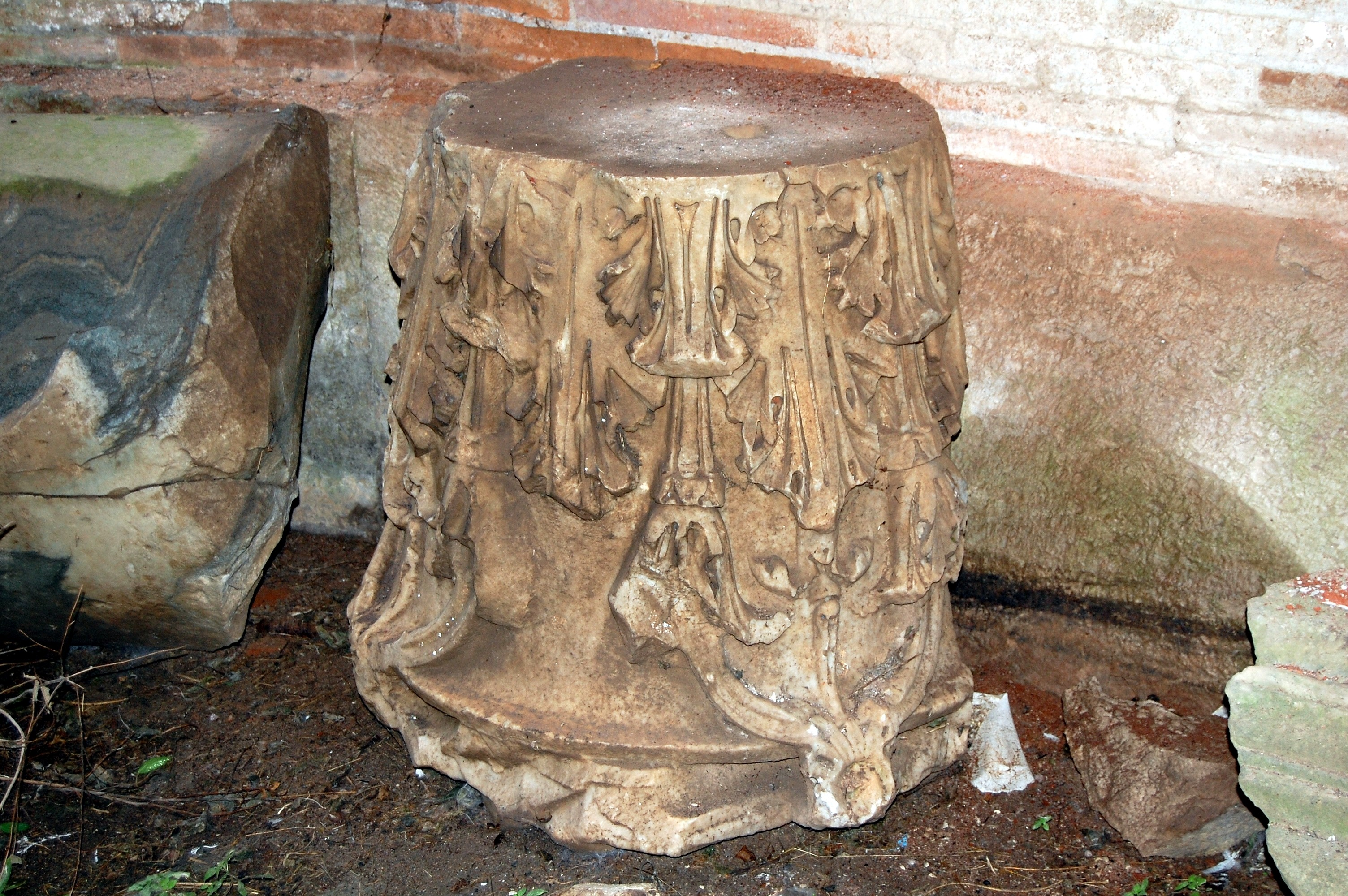
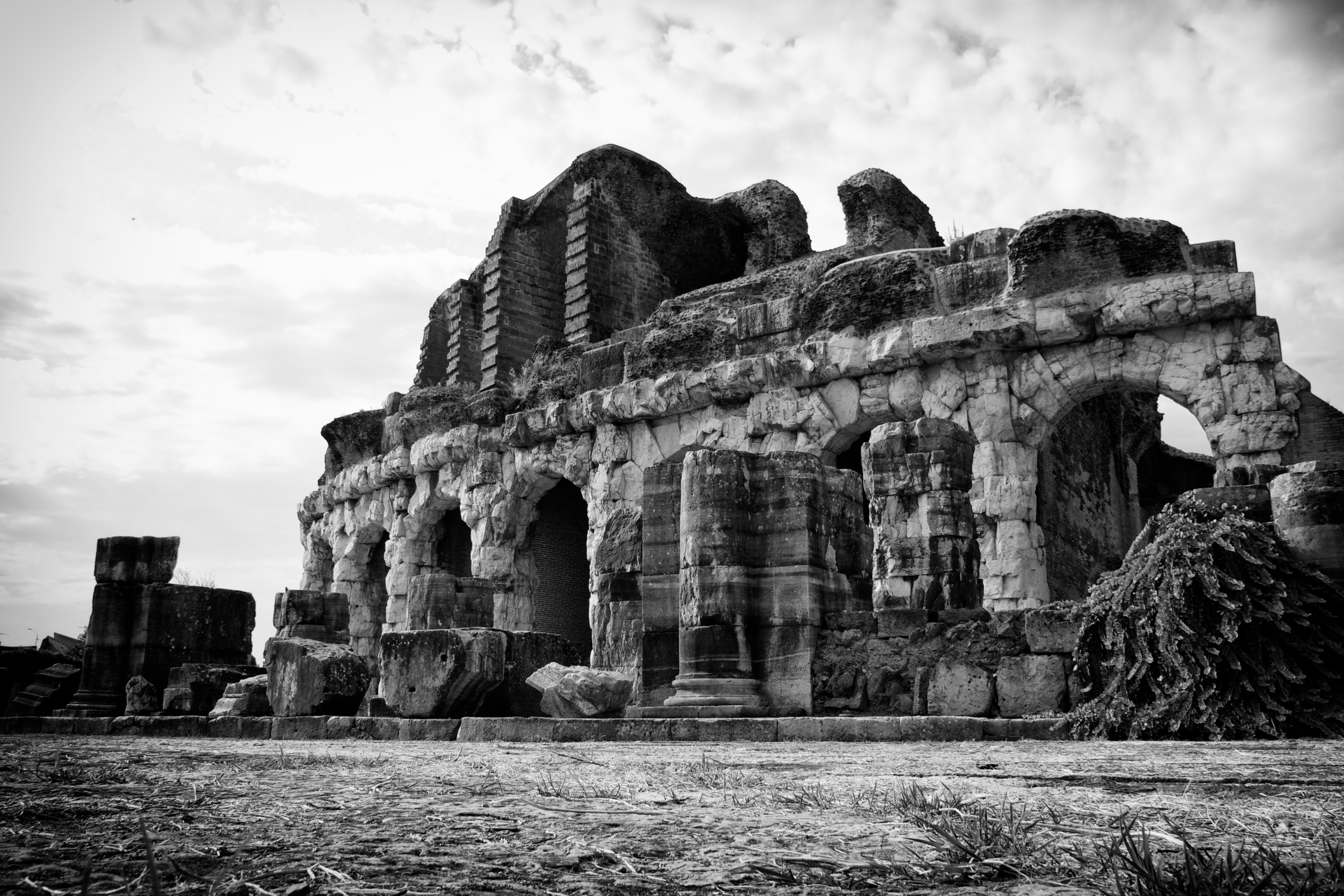